# Antonio De Paola
Antonio De Paola (ur. 7 stycznia 1988 w Gaecie) – włoski siatkarz występujący obecnie w Serie A, w drużynie Itas Diatec Trentino. Gra z numerem 10 na pozycji przyjmującego. Mierzy 192 cm.

## Kariera
- 2002–2004  Pallavolo Velletri giov.
- 2004–2006  Itas Diatec Trentino giov.
- 2006–2007  Itas Diatec Trentino A1
- 2007–2008  Igo Genova B1
- 2008–2009  Itas Diatec Trentino A1

## Sukcesy
- 2009:  zwycięstwo w Lidze Mistrzów
- 2008/2009:  Wicemistrzostwo Włoch